# Élections à Dunkerque
Cette liste regroupe les résultats des derniers scrutins ayant eu lieu à Dunkerque.

## Élections européennes
- de 2004 :

Pour cette élection, les résultats à Dunkerque divergent quelque peu de la moyenne nationale, le PS arrive en tête avec 33,25 % (contre 28,90 % au niveau national), arrive ensuite la liste du Front National avec 14,26 % (9,81 %), puis l'UMP avec 14,22 % (16,64 %), l'UDF recueille 8,94 % (11,96 %) et les Verts obtiennent 8,63 % (7,41 %). Les autres listes recueillent moins de 6 %. L'abstention étant de 58,15 %, ce qui suit la moyenne nationale de 57,24 %.
- de 2009} :

Les résultats de l'élection à Dunkerque diffèrent de ceux du pays, les socialistes résistant mieux au raz-de-marée : la liste de UMP arrive effectivement en tête avec 23,79 % (27,87 % au niveau national), la liste est cependant talonnée par le PS avec 22,21 % (16,48 %), arrive ensuite Europe Écologie avec 13,73 % (16,28 %), puis le FN ayant recueilli 9,04 % (6,34 %), enfin le MoDem obtient 8,58 % (8,45 %), les autres ayant moins de 6 %. L'abstention suit la moyenne nationale avec un taux de 59,23 % (59,35 %).

## Élections présidentielles
- de 2002 :

Dunkerque à l'image de la France, a massivement voté pour Jacques Chirac en lui attribuant 79,16 % (82,21 %) de ses voix, et donc 20,84 % (17,79 %) pour Jean-Marie Le Pen, l'abstention ayant été de 22,93 % (20,29 %). À noter que Lionel Jospin recueille au premier tour 17,54 %, Jean-Marie Le Pen obtient 19,49 % et Jacques Chirac est accrédité de 18,12 % des voix. L'abstention étant de 29,22 %.
- de 2007 :

La ville a suivi la moyenne nationale en donnant 52,30 % (53,06 % au niveau national) des voix à Nicolas Sarkozy contre 47,70 %(46,94 %)  pour Ségolène Royal, l'abstention étant de 16,73 % (16,03 %).
- de 2012 :

La ville a été à contre courant de ce qui s'était passé en 2007. En effet, elle a voté massivement et plus qu'au niveau national pour le candidat socialiste François Hollande au second tour avec 55,49 % des suffrages (51,64 % au niveau national) contre 44,51 % pour le président sortant Nicolas Sarkozy.
- de 2017 :

La ville a de nouveau voté à contre-courant des résultats nationaux au premier tour, plaçant Marine Le Pen largement en tête avec 29,8 %, devant Jean-Luc Mélenchon à 22,6 %, Emmanuel Macron étant relégué à la troisième place avec 18,3 %. En revanche au second tour, Emmanuel Macron arrive en tête avec 54,4 % des suffrages sur l'ensemble de la ville mais Marine Le Pen est très nettement en tête dans certains quartiers dit « sud » mais aussi dans les communes associées de Saint-Pol-sur-Mer avec 59,94 % et de Fort-Mardyck avec 69,01 %.
- de 2022

Lors du premier tour, les quatre premiers candidats ont été Marine Le Pen (30,17 % des suffrages exprimés), Emmanuel Macron (26,88 %), Jean-Luc Mélenchon (21,68 % et Éric Zemmour (5,53 %).
Au second tour, le candidat élu Emmanuel Macron obtient 20 417 voix (51,35 %) et Marine Le Pen 19 343 voix (48,65 %), lors d'un scrutin où 29,53 % des électeurs se sont abstenus

## Élections régionales
- de 2004 :

Lors du 1er tour du 21 mars, les Dunkerquois, à l'image du Nord-Pas-de-Calais, votent majoritairement pour trois listes : La première, celle de Daniel Percheron du PS à 35,09 % (29,89 % au niveau régional), puis celle de Carl Lang du FN à hauteur de 18,14 % (17,94 %) et enfin celle de Jean-Paul Delevoye soutenue par 16,18 % (17,27 %). À l'issue du second tour, la liste vainqueur est celle de Daniel Percheron qui obtient à Dunkerque 51,68 % des voix, taux très proche du score régional de 51,84 %, ce qui lui permet d'avoir 73 sièges au conseil régional. La liste de l'UMP réunit 28,93 % dans la ville, pour 28,43 % dans la région, elle obtient ainsi 24 sièges, enfin la liste frontiste recueille 19,39 % des voix, là où elle en a 19,73 % dans le Nord-Pas-de-Calais, ayant 16 sièges,. On peut constater que Dunkerque, comme souvent, obtient des scores très proches de ceux de la région, notamment au second tour.
- 2010 :

Au cours du 1er tour du 14 mars, les électeurs dunkerquois ont privilégié la liste socialiste de Daniel Percheron à hauteur de 34,29 %, suivie par celle de la majorité présidentielle de Valérie Létard qui a obtenu 19,44 % des suffrages, puis celle de la frontiste Marine Le Pen soutenue par 17,74 % des électeurs, enfin Jean-François Caron d'Europe Écologie est la dernière tête de liste à obtenir plus de 10 %, sa liste obtient 12,51 % des voix.
Au soir du deuxième tour, le président sortant Daniel Percheron est réélu président de la région, sa liste-fusion des listes socialiste, écologique et de celle du « Front de gauche » a obtenu 53,58 %, Valérie Létard recueille 25,82 % enfin Marine Le Pen est soutenue par 20,59 % des électeurs.

## Élections législatives
- du 21 mars 1993 :
  - Treizième circonscription : Le premier tour offre un duel entre le député socialiste sortant André Delattre ayant recueilli 23,48 % des voix, le candidat RPR Emmanuel Dewees 31,18 % de l'ancien maire de Dunkerque CNI Claude Prouvoyeur 16,42 %, de Bertrand Meurisse FN 11,13 %, Dominique Martin-Ferrari Génération écologie 7,32 %, José Kiecken PCF 5,05 %, Georgette Delannoy Les nouveaux écologistes 4,04 % et Marcel Fossaert LCR 1,38 %. L'abstention ayant été de 29,17 %[12]. À l'issue du second tour, Emmanuel Dewees est élu avec 60,00 % des suffrages, face aux 40,00 % d'André Delattre. L'abstention ayant été de 29,66 %.
  - Douzième circonscription : Le premier tour offre un duel entre le maire socialiste de Dunkerque Michel Delebarre ayant recueilli 18,67 % des voix, du Conseiller général du canton de Gravelines) DVG Régis Fauchoit 15,79 %, Christian Hutin RPR 15,54 %, Philippe Eymery FN avec 13,74 %, du dissident socialiste et maire de Saint-Pol-sur-Mer Gaston Tirmarche 13,04 %, de Marcel Lefevre Les Verts 7,57 %, Gérard Miroux PCF 5,60 %, Georges Boutelier Les nouveaux écologistes 4,41 %, Jacques Volant Lutte ouvrière 1,96 %, Dominique Delevoye PT 1,45 %, André Herin DVD 1,04 %, Nourredine Henni France Plus 0,84 % et Gérard Lust DVD 0,36 %. L'abstention ayant été de 27,10 %.À l'issue du second tour, Régis Fauchoit est élu avec 67,21 % des suffrages, face aux 32,79 % de Michel Delebarre. L'abstention ayant été de 27,92 %[13].

- du 16 juin 2002 :
  - Douzième circonscription : Le premier tour offre un duel entre le socialiste Jean Le Garrec ayant recueilli 30,45 % des voix et la frontiste Marion Auffray obtenant 17,89 %. Lors du second tour, Jean Le Garrec est élu avec 64,19 % des voix devant son adversaire recueillant 35,81 %. L'abstention ayant été de 45,52 % au second tour contre 41,08 % au premier[14].
  - Treizième circonscription : Au soir du premier tour, les deux candidats du second tour sont Michel Delebarre avec 38,02 % des voix et Franck Dhersin (UMP) accrédité de 35,25 %, l'abstention étant de 35,91 %. Lors du second tour, Michel Delebarre est élu député grâce à un score de 51,61 % contre 48,39 % pour son adversaire de droite. L'abstention ayant été de 37,10 %[15]

- du 17 juin 2007 :
  - Douzième circonscription : lors du premier tour, seuls les deux candidats du second tour recueillent 10 % des voix, Christian Hutin (DVG) qui obtient 37,08 % des bulletins et Jacqueline Gabant créditée de 23,17 %, 44,59 % des électeurs étant abstentionnistes. Au second tour, Christian Hutin est élu avec 63,95 % des suffrages devant Jacqueline Gabant soutenue par 36,05 %, le taux d'abstention a été de 46,19 %[16].
  - Treizième circonscription : à la suite du premier tour, les deux listes présentes au second tour sont les seules à recueillir plus de 5 %. En effet, le maire de Dunkerque, Michel Delebarre, obtient 40,50 % des voix alors que Franck Dhersin, maire de Téteghem, est soutenu par 39,90 % des suffrages, l'abstention étant de 36,47 %. Le député sortant est réélu avec 53,12 % des voix face à Franck Dhersin ayant obtenu 46,88 %. l'abstention ayant été de 33,23 %[17].

## Élections municipales
- de 2001 :

Lors du premier tour, le maire sortant Michel Delebarre recueillant 49,87 % des suffrages est mis en ballotage favorable par la liste de droite de Franck Dhersin obtenant 30,93 % et celle du MNR de Philippe Eymery avec 13,20 %. L'abstention ayant été de 39,40 %. À l'issue du second tour, Michel Delebarre est réélu avec 55,64 % des suffrages, face aux 31,87 % de Franck Dhersin et 12,49 % de Philippe Eymery, 40,65 % des inscrits étant abstentionnistes.
- de 2008

Le maire sortant Michel Delebarre est élu au 1er tour recuillant 57,54 % des suffrages devant la liste de droite de Jacqueline Gabant obtenant 18,63 % celle du FN de Philippe Eymery avec 13,20 %, du MODEM Pierre Yana 7,72 % et de l'Extrême gauche Jacques Volant 5,10 %.
L'abstention ayant été de 38,46 %.
- de 2014

Lors du premier tour, en recueillant 28,85 % des suffrages, le maire sortant Michel Delebarre est mis en ballotage défavorable par la liste DVG de Patrice Vergriete, son ancien maire-adjoint, qui obtient 36,04 %, et celles du FN Philippe Eymery (22,59 %), de l'UMP Antoine Diers et du candidat d'extrême gauche Jacques Volant (3,41 %). L'abstention ayant été de 35,89 %,.
Au second tour, la liste DVG menée par Patrice Vergriete, précédemment maire-adjoint, obtient la majorité absolue des suffrages exprimés, avec 23 020 voix (55,52 %, 42 conseillers municipaux élus dont 28 communautaires), devançant très largement celle PS-PCF-EELV-MRC menée par le maire sortant Michel Delebarre, qui a recueilli 10 889 voix (26,26 %, 7 conseillers municipaux élus dont 5 communautaires). 
La troisième liste, FN, menée par Philippe Eymery, a obtenu 7 547 voix (18,20 %, 4 conseillers municipaux élus dont 3 communautaires).
Lors de ce scrutin, 33,51 % des électeurs se sont abstenus,.
- 2020

Lors du premier des élections municipales de 2020 dans le Nord, la liste DVG-LREM-G.s menée par le maire sortant Patrice Vergriete obtient la majorité absolue des suffrages exprimés, avec 14 257 voix (64,04 %, 46 conseillers municipaux élus dont 24 communautaires), devançant très largement les listes menées respectivement par : 
- Yohann Duval (RN, 3 405 voix, 15,29 %, 4 conseillers municipaux élus dont 2 communautaires) ; 
- Claude Nicolet (DVG-MDC, 2 881 voix, 12,94 %, 3conseillers municipaux élus dont 2 communautaires).
Deux autres candidats, Jean-Louis Gadéa (DVG-LFI-NPA-POID) et Jacques Volant (LO), n'ayant pas obtenu 5 % des suffrages, n'ont pas d'élus.
Lors de ce scrutin marqué par la pandémie de Covid-19 en France, 62,17 % des électeurs se sont abstenus.

## Élections cantonales
- du 27 mars 2011 :

Canton de Dunkerque-Est :
Au soir du premier tour, les deux candidats qualifiés pour le second tour sont le socialiste Alain Vanwaefelghem, 1er adjoint au maire de Dunkerque et le candidat de la majorité présidentielle, maire de Zuydcoote, Paul Christophe. Sur l'ensemble du canton, ils recueillent respectivement 31,96 % et 27,69 % des voix. Cependant dans la partie dunkerquoise du canton, Paul Christophe est devancé par le frontiste Bertrand Meurisse qui obtient 21,18 % contre 19,83 %. M.Vanwaefelghem y arrive également en tête avec 37,82 % des suffrages, la candidate d'Europe-Ecologie les Verts Eveline Lelieur est accréditée de 12,16 % (can:10,60 %) des voix, vient ensuite la candidate Divers Droite Edith Varet avec 5,24 % (4,27 %) et enfin la candidate du parti communiste Delphine Castelli reçoit 3,81 % (3,62 %). L'abstention dans la ville a été similaire à celle de l'ensemble du canton, 56,05 % contre 55,34 %.

Au terme d'un second tour serré c'est Alain Vanwaefelghem qui est nommé conseiller général avec 53,22 % des suffrages sur l'ensemble du canton contre 46,78 % pour son adversaire Paul Christophe. À Dunkerque, l'écart est plus important, le nouvel élu obtenant 60,65 % des voix contre 39,35 %. Quant à l'abstention, elle s'élève à 53,65 % pour la ville, alors qu'elle est de 52,88 % dans le canton.
M.Vanwaefelghem étant conseiller municipal de Dunkerque et surtout maire de Rosendaël, quartier de la ville inclus dans le canton, il est logique qu'il obtienne un score plus favorable dans la ville que dans l'ensemble du canton.
Canton de Coudekerque-Branche :
À la suite du premier tour, les résultats permettent au socialiste Joël Carbon, conseiller municipal de Coudekerque-Branche, et à la frontiste Sandra Kaz de se présenter au second tour, le premier ayant obtenu 36,78 % des voix et la seconde recueilli 24,40 % des suffrages sur l'ensemble du canton. Le rapport de force est similaire pour la partie dunkerquoise du canton puisque M.Carbon reçoit 32,62 % des voix contre 21,17 % pour Mme.Kaz. Les candidats éliminés sont l'écologiste Claudine Ducellier avec 13,31 % (9,90 %), le divers droite Michel Delbar avec 8,99 % (7,34 %), le candidat de la majorité Alexandre Distanti avec 8,98 % (7,91 %), la divers droite Véronique De Miribel avec 7,17 % (4,14 %), le communiste Gaëtan Lacassaigne avec 4,13 % (4,75 %) et enfin la candidate Modem Marie-Colette Yana-Pladys avec 3,63 % (4,75 %).

Le second tour donne pour vainqueur M.. Carbon avec 64,15 % des suffrages contre 35,85 % pour l'ensemble du canton. Le résultat est similaire à Dunkerque, puisque le vainqueur recueille 66,20 % des voix alors que la vaincue obtient 33,80 %. Concernant l'abstention, elle a été plus faible au second tour qu'au premier, respectivement 62,90 % contre 58,33 %.
Canton de Grande-Synthe :
Les suffrages issus du premier tour offrent un duel entre le socialiste Roméo Ragazzo, maire de Fort-Mardyck et le frontiste Pierre Bonnet, les deux candidats ayant reçu respectivement 43,96 % et 32,82 % des voix de l'ensemble du canton. Dans la partie dunkerquoise de celui-ci, ils arrivent également en tête avec 45,00 % et 38,21 % des voix. Arrive ensuite Féthi RIAH Sans étiquette (7,5 %), suivi de l'écologiste Agnès EVRARD (6,7 %), Dany WALLYN du Parti communiste (5,1 %), Jean-Claude MORET Extrême gauche (2,4 %) et François PISAREK Extrême gauche (1,6 %). Le vainqueur du second tour est M.Ragazzo qui récolte 63,25 % des voix au niveau du canton contre 36,75 % pour M.Bonnet. Les résultats sont plus serrés pour Dunkerque où le vainqueur obtient 57,64 % contre 42,36 % pour son adversaire. L'abstention pour les deux tours a été plus faible à Dunkerque (55,70 % puis 51,49 %) que pour l'ensemble du canton (62,17 % puis 57,56 %).
- de 2008 :

Canton de Dunkerque-Ouest :
À l'issue du premier tour, la socialiste Marie Fabre et la candidate de l'UMP Jacqueline Gabant arrivent en tête avec respectivement 47,73 % (can:48,59 %) des voix et 21,05 % (19,32 %). Arrivent ensuite Marcel Lefevre (Les Verts) à 13,67 % (13,48 %), la frontiste Françoise Coolzaet créditée de 12,00 % des suffrages (11,20 %) et enfin le candidat du PC Fabrice Kharfallah avec 6,42 % des voix (6,54 %). Lors du second tour, Marie Fabre remporte, haut la main, l'élection puisqu'elle recueille 77,76 % des voix à Dunkerque, et au total 75,01 % dans le canton. L'abstention à Dunkerque ayant été au premier tour de 43,46 % et de 59,32 % au second, la grande différence entre les deux tours peut s'expliquer par le fait que les élections cantonales et municipales se déroulant le même jour, les Dunkerquois ont moins voté au second tour car les municipales se sont jouées en un tour, ils ne se sont pas déplacés que pour les cantonales.
- du 28 mars 2004 :

Canton de Dunkerque-Est :
Le premier tour offre un ballotage entre la socialiste Danièle Thinon avec 38,49 % (34,90 %) des voix et Franck Dhersin obtenant 32,18 % (33,91 %). Les candidats battus étant Ghislaine Vancauwenberghe du Front National à 13,10 % (13,84 %), le vert Philippe Rousselle à 8,34 % (8,28 %), le communiste Claude Tange à 4,00 %  (5,09 %)et enfin le candidat d'extrême gauche Jacques Volant à 3,90 % (4,09 %), l'abstention étant de 38,46 % à Dunkerque. Au soir du deuxième tour, Danièle Thinon est élue avec 54,90 % des suffrages à Dunkerque, 53,56 % dans le canton contre Franck Dhersin recueillant 45,10 % (46,44 %) des voix, 33,63 % des inscrits dunkerquois étant abstentionnistes,. On peut constater que les relatives différences entre les résultats du canton et ceux de Dunkerque, bien que la ville représente à peu près la moitié des inscrits, sont dues au fait que Franck Dhersin est maire de Téteghem, ville appartenant au canton, il bénéficie, à l'image de Michel Delebarre pour Dunkerque, d'un électorat fidèle.
Canton de Coudekerque-Branche :
Lors du premier tour, les deux candidats admis au second tour sont le socialiste Joël Carbon avec 35,77 % (40,78 %) des suffrages et le candidat de l'UMP Stéphane Croo obtenant 27,09 %  (21,27 %), devançant ainsi le frontiste Guy Gouteau avec 15,27 % (16,44 %) et le Vert Luc Bonnenfant à 9,78 % (8,16 %) des voix, les autres candidats (PC et plusieurs d'extrême-gauche) recueillent moins de 4 %. L'abstention étant de 40,12 % à Dunkerque. À l'issue du second tour, Joël Carbon est élu avec 56,79 % des voix à Dunkerque, pour un total de 63,99 %, Stéphane Croo obtenant 43,21 % (36,01 %). L'abstention ayant été de 37,22 %. Les différences que l'on peut constater entre les résultats dans le canton et ceux de Dunkerque peuvent être expliquées par le fait que Coudekerque-Branche, chef-lieu du canton représentant la moitié de l'électorat de celui-ci, est ancrée à gauche et également par le fait que les quartiers de Dunkerque dans le canton sont une partie de Malo et de Rosendaël, quartiers plus à droite que le reste de la ville.
Canton de Grande-Synthe :
Au cours du premier tour, deux candidats recueillent à eux deux 60 % des voix, le socialiste Roméo Ragazzo crédité de 38,39 % (39,09 %) et le frontiste Yannick Le Floc'h ayant 26,13 % (21,65 %), arrivent ensuite la candidate divers gauche Clémence Declercq avec 4,80 % (10,87 %) et le communiste Daniel Liennart obtenant 5,67 % (8,72 %). Les autres candidats (UMP, Verts et d'extrême gauche) recueillent moins de 8 % des voix dans le canton, bien qu'ils fassent des scores plus élevés à Dunkerque (respectivement 9,75 %, 8,64 % et 6,63 %). L'abstention ayant été de 38,64 % à Dunkerque. À la suite du second tour, Roméo Ragazzo remporte l'élection avec un score de 64,97 % des suffrages à Dunkerque et un total de 69,57 % dans tout le canton. Yannick le Floc'h obtenant donc 35,03 % (30,47 %). 35,51 % des inscrits dunkerquois étant abstentionnistes au second tour. Les différences entre les résultats du canton et ceux de Dunkerque, peuvent être expliquées par le fait que Roméo Ragazzo, étant maire de Fort-Mardyck, appartenant au canton, a bénéficié d'un électorat fidèle.

## Référendum sur la Constitution européenne du29 mai 2005
À l'image de la France, Dunkerque a voté largement contre, le « non » l'a emporté avec 59,17 % (54,68 % au niveau national) contre 40,83 % (45,32 %) pour le « oui ». L'abstention ayant été de 31,3 % (30,66 %).